# 人蔘皂苷
人蔘皂苷（Ginsenoside）又稱人蔘皂甙，「皂甙」一詞由英文Saponin 意譯而來，源於拉丁語的 Sapo（肥皂）。人蔘皂苷是一種固醇類化合物，三萜皂苷。其只在人蔘属植物中可發現到。人蔘皂苷被視為是人蔘属药材中的活性成分，因而成為研究的目標。因為人蔘皂苷影響了多重的代謝通路，所以其效能也是複雜的，而且各種人蔘皂苷的效能是難以分離出來的。

## 命名法
主要的“人蔘皂苷”使用的是R开头的命名法。R后第一位 薄层色谱法（TLC）测得保留因子的大小，从0开始，然后是a一直到z，表示保留因子递增（极性变弱）。有时一个字母的条带又会分出几个不同的物质，则根据a1、a2…顺序表示细分条带内诸物质的保留因子递增。“20-葡萄糖基-f”之类的词语可以表示这个命名法外的修饰。
所谓的“伪人参皂苷”和“三七皂苷”使用一组完全不一样的命名法，基本是直接按照命名顺序编号。虽然这些物质的惯用名不用“人参皂苷”开头，但是它们在化学本质上和人参皂苷没有区别（同样是以達瑪烷为主的四环皂苷），况且来源植物也没有离开人参属。

## 各國使用
從美国到世界各地，一般大眾對草藥的熱衷及另類醫療的成長，使得有非常多針對人蔘皂苷的研究。在美國，人蔘年銷售額超過3億美元，而佔有草藥市場的15%至20%，所以人蔘是美國消費者最常用的草藥之一。

在美國，人蔘製劑被列為飲食補充劑；但在歐洲，尤其是德国人則把人蔘當作藥品。在幾個歐洲國家，人蔘及其他草藥被醫生當作處方籤藥物，植物醫藥原理也再次在醫學院中被講授。在設定醫療性草藥安全及療效的E委員會專刊中，德國政府認可人蔘可作為疲勞和乏力時的補品。

### 提取源
人蔘属植物茎叶的人蔘皂苷含量比根更高（茎叶：3-6%；根：1-3%）也更容易提取，因此提取物价格很低。
人蔘果实的皂苷浓度也比根更高，Re浓度为根7倍，总皂苷浓度为根4倍。

### 制剂
人参总皂苷、人参茎叶总皂苷、三七总皂苷、三七三醇皂苷载于《中国药典》第一部，是受中国接受的中药原料。《中国药典》也载一种使用西洋参茎叶总皂苷的药和一种使用三七叶总皂苷的药，但没有这两样原料的正式标准。
| 名称、来源       | 用途       | 成分标准 / 适应证 | 备注                                                               |
| ---------------- | ---------- | --- | ------------------------------------------------------------------ |
| 人参总皂苷       | 中药原料   | Rg1+Re+Rd：15–25%。 | 中国药典。                                                         |
| 人参茎叶总皂苷   | 中药原料   | Rg1+Re+Rd：30–45%。 | 中国药典。                                                         |
| 人参茎叶总皂苷   | 单方口服药 | 健脾益气；用于气虚引起的心悸，气短，疲乏无力，纳呆。 | 中国非处方药。                                                     |
| 人参茎叶总皂苷   | 单方注射液 | 滋补强壮、安神益智、增强机体免疫功能，调切内分泌和植物神经功能紊乱，增强心肌收缩力，提高心脏功能和保肝作用。主要用于冠心病、更年期综合症、久病体虚等。                                                                       | 原中国处方药。2011年未通过上市后评价，遂淘汰。                     |
| 西洋参茎叶总皂苷 | 单方口服药 | 皂苷以540nm吸收率计的Re当量为干重的75-100%。Rg1+Re+Rb3≥12%。 益气养心，和血。用于冠心病心绞痛属于气阴两虚证者。 | 名“心悦胶囊”。载于中国药典。处方药。载于此国多个心血管病治疗指南。 |
| 三七总皂苷       | 中药原料   | Rg1≥25%，Re≥2.5%，Rb1≥30%，Rd≥5%，三七皂苷R1≥5%。以上五项总和口服用≥75%，注射用≥85%。 | 中国药典。                                                         |
| 三七总皂苷       | 单方口服药 | 活血祛瘀，通脉活络，抑制血小板聚集和增加脑血流量。用于脑络瘀阻，中风偏瘫，心脉瘀阻，胸痹心痛；脑血管病后遗症，冠心病心绞痛属上述证候者。                                                                                     | 名“血塞通”“血栓通”。中国处方药。载于此国多个心血管病治疗指南。     |
| 三七总皂苷       | 单方注射剂 | 活血祛瘀，通脉活络。用于中风偏瘫、瘀血阻络及脑血管疾病后遗症、胸痹心痛，视网膜中央静脉阻塞属瘀血阻滞证者。 | 名“血塞通”“血栓通”。中国处方药。载于此国多个心血管病治疗指南。     |
| 三七三醇皂苷     | 中药原料   | Rg1≥50%，Re≥6%，三七皂苷R1≥11%。 | 载于中国药典。名称指的是有原人参三醇骨架的皂苷。                   |
| 三七三醇皂苷     | 单方口服药 | 活血化瘀，活络通脉，改善脑梗塞、脑缺血功能障碍，恢复缺血性脑代谢异常，抗血小板聚集，防止血栓形成，改善微循环，降低全血黏度，增加颈动脉血流量。主要用于心脑血管栓塞性病症，主治中风、半身不遂、口舌歪斜、言语謇涩、偏身麻木。 | 中国处方药“三七通舒胶囊”。载于中国药典。                           |
| 三七叶总皂苷     | 单方口服药 | Rb3≥10%。 益气安神，活血止痛。用于心气不足、心血瘀阻所致的心悸、失眠、胸痛、胸闷。 | 中国非处方药“七叶神安片”。载于中国药典。                           |

## 化學特性
人蔘皂苷都具有相似的基本結構，都含有由17個碳原子排列成四個環的腺甾烷類固醇核。他們依醣苷基架構的不同而被分為兩組：達瑪烷型和齊墩果烷型。
達瑪烷類型包括兩類：原人参二醇類和原人参三醇類。原人蔘二醇類包含了最多的人蔘皂苷，如人蔘皂苷Rb1、Rb2、Rb3、Rc、Rd、Rg3、Rh2及醣苷基PD，二醇類皂苷Rh2、CK及Rg3與癌細胞的增生和轉移的抑制有關，已在臨床上應用。原人蔘三醇類包含了人蔘皂苷Re、Rg1、Rg2、Rh1及醣苷基PT，其中Re及Rg1可促進脱氧核糖核酸和核糖核酸的合成，包括癌細胞的遺傳物質。人蔘皂苷亦被用於癌症、免疫反應、壓力、動脈硬化、高血壓、糖尿病以及中樞神經系統反應的研究，探討人蔘皂苷對不同機制的促進或抑制作用。
亚洲参含有34种人参皂苷成分，远高于花旗参（13种）和三七参（15种）。Ra、Rf、Rg3、Rh2为亚洲参独有成分。亚洲参和花旗参的杂交植物更能产生多种之前未见的人参皂苷。

### 二醇族
二醇族总体而言会引起血压明显下降（大鼠）。
- Rb1：花旗蔘的含量最多，具影響動物睪丸的潛力，亦會影響小鼠的胚胎發育[22]抑制血管生成。[來源請求]抗炎（细胞和啮齿动物实验）[23]促进血小板聚集（体外实验）[21]
- Rb2：DNA, RNA 的合成促進作用、腦中樞調節[來源請求]抗炎（细胞和啮齿动物实验）[23]
- Rc：人蔘皂苷-Rc是一種人蔘中的固醇類分子。在一項乳癌與不同人蔘皂苷作用的研究中發現，人蔘皂苷-RC具有抑制癌細胞的功能[24]。在另一項以線蟲為動物模式的實驗中，將線蟲培養於膽固醇缺乏和添加人蔘皂苷-Rc的培養基中，原本的假設為線蟲的生命期會減短，但實驗結果發現線蟲的生命期拉長[25]。進一步的研究發現，人蔘皂-Rc可增加精蟲的活動力[26]。
- Rd：神经保护，抗炎（细胞和啮齿动物实验）[23]
- Rg3：抑制神经系统炎症（细胞和啮齿动物实验）[23]
- Rh2：Rg3进一步降解生成的稀有低极性皂苷，也可由细菌降解生成；抗炎（细胞和啮齿动物实验）[23]
- 化合物K（CK，Compound K）：细菌降解产物；抗炎（细胞和啮齿动物实验）[23]

### 三醇族
三醇族总体而言会引起血压上升（大鼠）。
- Re：腦中樞調節、DNA, RNA 的合成促進作用、加強血管新生作用、抗高血脂
- Rf：
- Rg1：常見於高麗蔘。在小鼠實驗中發現，Rg1可增進小鼠的空間學習和海馬突觸素的濃度，亦有類似雌激素的作用[來源請求]。能抑制血小板聚集，是三七的“活血”成分。[21]
- Rg2：亦常見於高麗蔘，在有血管型失智症的小鼠上實驗發現，Rg2可經由抗凋亡的機制，保護記憶損傷[27][28]。Rg2作用在肝臟，可降低GOT、GPT，降低肝臟負擔、恢復肝臟機能。

### 其他達瑪烷
- 奥克悌隆型（Ocotillol type）
  - P-F11（英语：Pseudoginsenoside F11）：仅在西洋参里有。[29] 效果和Rf类似，在小鼠中可以对抗東莨菪鹼的记忆影响、[30]嗎啡的行为改变、[31][32]甲基苯丙胺的神经毒性。[33]

### 齊墩果烷
- R0/Ro：见于竹节蔘

## 化学反应
人参皂苷也可分为高极性的和低极性的，这就是R之后字母的含义（字母越靠后极性越低）。低极性的皂苷天然更为少见，但似乎吸收更充分、和脂质细胞膜亲和力更好，效果也更强。人参的果浆被蒸熟时，里面常见的高极性皂苷会通过脱去糖基和丙二酰基转化为低极性皂苷。传统上会通过蒸熟制作红参，也有类似的化学反应。人参茎叶粉碎浆通过热酸处理有类似的效果，可认为是这些稀有皂苷一个较可持续的来源。
口服人参皂苷之后，肠道菌群也会在一定程度上将皂苷简化为更易吸收的低极性物质，最终产物有如20-O-beta-D-葡萄吡喃糖基-20(S)-原人参二醇（物质K）和单纯的20(S)-原人参二醇、20(S)-原人参三醇。具体的肠内转化情况因人而异。转化的很多中间产物是稀有的低极性人参皂苷，最简的几个还有独特的药理活性（比如物质K、原人参二醇、原人参三醇会抑制CYP450酶，但更大分子量的人参皂苷不会）。

## 外部連結
- 人參皂苷Rg1 Ginsenoside Rg1（页面存档备份，存于） 中草藥化學圖像數據庫 (香港浸會大學中醫藥學院) （中文）（英文）